# Ricinoides
Ricinoides este un gen de ricinuleide din familia Ricinoididae. Aceste arahnide se întâlnesc doar în Africa de Vest.

## Specii
- Ricinoides westermannii (Guerin-Meneville, 1838)
- Ricinoides afzelii (Thorell, 1892)
- Ricinoides atewa Naskrecki, 2008
- Ricinoides crassipalpe (Hansen & Sorensen, 1904)
- Ricinoides feae (Hansen, 1921)
- Ricinoides hanseni Legg, 1976
- Ricinoides karschii (Hansen & Sorensen, 1904)
- Ricinoides leonensis Legg, 1978
- Ricinoides megahanseni Legg, 1982
- Ricinoides olounoua Legg, 1978
- Ricinoides sjostedtii (Hansen & Sorensen, 1904)